# Bernay-Neuvy-en-Champagne
Bernay-Neuvy-en-Champagne – gmina we Francji, w regionie Kraj Loary, w departamencie Sarthe. W 2016 roku liczba ludności wynosiła 920 mieszkańców. 
Gmina została utworzona 1 stycznia 2019 roku z połączenia dwóch ówczesnych gmin: Bernay-en-Champagne oraz Neuvy-en-Champagne. Siedzibą gminy została miejscowość Neuvy-en-Champagne. 